# 格朗 (孚日省)
格朗（法語：Grand，法語發音：[ɡʁɑ̃] ⓘ）是法国大東部大區孚日省的一个市镇，属于讷沙托区。

## 地理
格朗（48°23'8"N, 5°29'10"E）面积36.59 平方千米，位于法国大東部大區孚日省，该省份为法国东北部内陆省份，北起默兹省和默尔特-摩泽尔省，西接上马恩省，南至上索恩省和贝尔福地区省，东临上莱茵省和下莱茵省。
与格朗接壤的市镇（或旧市镇、城区）包括：米德勒沃、帕尔尼苏米罗、特朗波、热尔迈、勒泽维尔、莫里永维利耶、丹维尔-贝特莱维尔、阿夫朗维尔、布雷尚维尔。

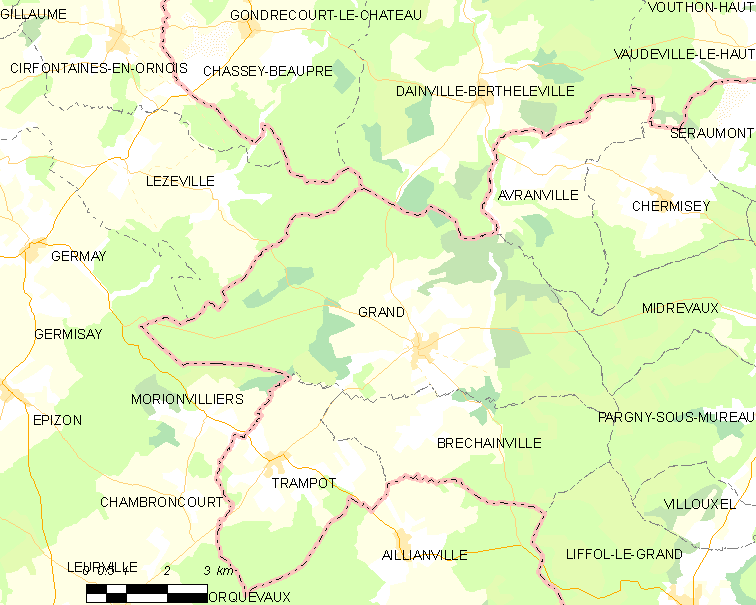
的OSM定位图

格朗的时区为UTC+01:00、UTC+02:00（夏令时）。

## 行政
格朗的邮政编码为88350，INSEE市镇编码为88212。

## 政治
格朗所属的省级选区为讷沙托县。

## 人口

1962-2008年间人口变化图示

格朗于2022年1月1日时的人口数量为364人。